# Mayang (Simpang Teritip)
Mayang is een bestuurslaag in het regentschap Bangka Barat van de provincie Bangka-Belitung, Indonesië. Mayang telt 3044 inwoners (volkstelling 2010).